# ミラクル・バス
株式会社ミラクル・バス（英: Miracle Bus Corporation）は、日本の音楽制作プロダクション、アーティスト事務所。日本音楽事業者協会正会員。
映画やテレビドラマ、テレビアニメでの劇中音楽制作や、アーティスト楽曲の作詞・作曲・編曲、アーティストのマネージメントなどが主な事業。

## 主な作品
- ミラクル・バス - 運行記録を参照。

## 所属者

### アーティスト
- 海蔵亮太
- 河口恭吾
- 小林奈々絵
- バニラビーンズ（提携）
- マユミーヌ

### 作詞・作曲・編曲家
あ行
- 井上大輔（死去、サイト上の名簿はそのまま）
- 今井晶規
- 岩城由美
- Evan Call
- 大隅知宇
- Audio Highs
- 小川マキ

か行
- 木村秀彬

さ行
- 鈴木真人
- 瀬川英史

た行
- 田形美喜子
- 髙見優
- 堤博明

な行
- 中島靖雄
- 信澤宣明

は行
- 橋口佳奈
- 長谷部徹
- HAL
- 日向萌
- 福島祐子

ま行
- 武藤良明
- ムラマツテツヤ

や行
- 山田航平
- 横山克
- 吉川慶

### プロデューサー・ディレクター
- 池田貴博
- 川原伸司
- 佐々木侑弥
- 吉村洋平

### レコーディングエンジニア
- 稲葉武

### アクター
- 八木さおり

### 過去の所属者
- 関口菊日出（死去）
- 麻倉あきら
- 椎名KAY太（独立）
- 杉浦篤（独立）
- 水垣カエル（独立）
- 小幡英之（現・ヒカリウムミュージック）
- 世理奈（独立）
- cloe
- Gary Newby